# Basilio Álvarez Rodríguez
Basilio Álvarez Rodríguez (Ourense, 1877 - Tampa, Florida, 1943) fou un religiós, advocat i polític gallec. Estudià al Seminari Conciliar de San Fernando i es va ordenar socerdot, alhora que col·laborava a El Heraldo Gallego de Valentín Lamas Carvajal. El 1907 marxà a Madrid com a capellà dels marquesos d'Urquijo. El 1909 va dirigir la revista Galicia i el 1910 fou un dels impulsors del grup agrarista Acción Gallega, que defensava la supressió del caciquisme i dels foros a Galícia. La radicalització del seu discurs polític, incitant als pagesos a no pagar les rendes, va provocar que el bisbe l'expulsés de la seva parròquia de Beiro i que, poc després, abandonés el sacerdoci. Aleshores es va llicenciar en dret i va visitar Argentina el 1915. A la seva tornada va fundar diversos diaris (com La Zarpa d'Ourense) i s'aproximà al Partit Republicà Radical, amb el qual fou elegit diputat a les eleccions generals espanyoles de 1931 i 1933. En esclatar la guerra civil espanyola era al seu despatx d'advocat a Madrid, i amenaçat per ambdós bàndols, es va exiliar a Cuba i als Estats Units, on va morir el 1943.

## Obres
- El cura rural (1904)
- Los agros celtas (1907)
- Hablando con los santos' '(1909)
- El libro del periodista (1912)
- Abriendo el surco (1914)
- Dos años de agitación política (1933)